# Bayerische Pts 3/4
Die Pts 3/4 waren meterspurige Tenderlokomotiven der Königlich Bayerischen Staatseisenbahnen für den Betrieb der Dampfstraßenbahn Neuötting–Altötting. Die Deutsche Reichsbahn ordnete die Lokomotiven 1925 in die Baureihe 9913 ein.

## Geschichte
Die Bayerische Pts 3/4 wurde ausschließlich zwischen Neu- und Altötting eingesetzt. Insgesamt baute Krauss in München vier Maschinen: die Nummern 1101, 1102 und 1103 im Jahr 1906, Nummer 1104 dagegen erst nach der Ausmusterung von Nummer 1102 im Jahr 1922. Sie hatten wie klassische Straßenbahnlokomotiven ein verkleidetes Triebwerk, einen hochliegenden Kessel mit darunter befindlichen Wasserkasten, Übergangsbleche und ein Geländer für den Umlauf. Die Lokomotiven waren für einmännige Bedienung vorgesehen.
Nach der Übernahme durch die Deutsche Reichsbahn erhielten die drei verbliebenen Maschinen 1925 die neuen Nummern 99 131 bis 99 133.
Die Loks wurden nach der Streckenstilllegung 1930 nur noch als Reservemaschinen verwendet und 1931 ausgemustert. Lok 99 133 (ehemals Nummer 1104, Fabriknummer 7986) fand aber noch zu einem neuen Einsatz bei der Kleinbahn Wallersdorf–Münchshöfen, wo sie von 1938 bis zur Stilllegung dieser Bahnstrecke im Jahr 1949 ihren Dienst verrichtete. Danach wurde sie verschrottet.